# Канзы
Ка́нзы — деревня в Шумском сельском поселении Кировского района Ленинградской области.

## История
Деревня Канзы упоминается на карте Санкт-Петербургской губернии Ф. Ф. Шуберта 1834 года.

КАНЗЫ — деревня принадлежит чиновнику 14 класса Долговосабурову, число жителей по ревизии: 26 м. п., 27 ж. п. (1838 год)

КАНЗЫ — деревня госпожи Лялиной, по просёлочной дороге, число дворов — 7, число душ — 27 м. п. (1856 год)

КАНЗЫ — деревня владельческая при реке Тяшеве, число дворов — 8, число жителей: 34 м. п., 36 ж. п.; Часовня православная. (1862 год) 

В 1868 году временнообязанные крестьяне деревни выкупили свои земельные наделы у М. А. Лялиной и стали собственниками земли.
В конце XIX века деревня административно относилась к Шумской волости 1-го стана Новоладожского уезда Санкт-Петербургской губернии, в начале XX века — 4-го стана.
Согласно данным переписи населения СССР 1926 года в деревне Канзы Войпальского сельсовета Шумской волости Волховского уезда проживали 144 человека — все русские.
По данным 1933 года деревня называлась Конзы и входила в состав Шумского сельсовета Мгинского района.

План деревни Канзы. 1941 год

Согласно топографической карте РККА 1941 года деревня насчитывала 18 дворов. В центре деревни находилась часовня.
По данным 1966 и 1973 годов деревня Канзы находилась в подчинении Шумского сельсовета Волховского района.
По данным 1990 года деревня Канзы входила в состав Шумского сельсовета Кировского района.
В 1997 году в деревне Канзы Шумской волости проживали 11 человек, в 2002 году — 14 человек (русские — 93 %).
В 2007 году в деревне Канзы Шумского СП проживали 9 человек, в 2010 году — 10.

## География
Деревня находится в восточной части района на автодороге 41К-537 (Сибола — Канзы). Расстояние до административного центра поселения — 4 км.
Расположена у железнодорожной линии Санкт-Петербург — Волхов между платформой Плитняки и станцией Войбокало. Расстояние до ближайшей железнодорожной станции Войбокало — 5 км.
Через деревню протекает река Тящевка.
Деревня окружена землями сельскохозяйственного назначения Шумского сельского поселения.

## Демография
| 1838 | 1862 | 1997 | 2007 | 2010 | 2011 | 2017 |
| ---- | ---- | ---- | ---- | ---- | ---- | ---- |
| 53   | ↗70  | ↘11  | ↘9   | ↗10  | ↘5   | ↗10  |

## Инфраструктура
По данным администрации на 2011 год деревня насчитывала 11 домов.